# 2021年智利潘吉普伊抗議
2021年2月5日，智利潘吉普伊一名街头艺人弗朗西斯科·马丁内斯（Francisco Martínez）与警方发生冲突，并被警察击毙。當地人對警方執法不滿，並發生大规模抗议。

## 過程
据智利警方表示，2021年2月5日，警方在进行身份核查时，27歲的街头艺人弗朗西斯科·马丁内斯拒绝配合，並與警方对峙。警察朝马丁内斯腳部開槍，弗朗西斯科·马丁内斯於是持雜耍用的錫劍衝向警方，警方连开3枪将其击毙。

## 抗議
有人將警方與弗朗西斯科·马丁内斯對峙以及马丁内斯被擊斃的過程全部錄製下來並將视频被上传至社交网络，引發當地群眾不滿，當地群眾質疑警方執法過當。隨即潘吉普伊發生大规模抗议和骚乱。示威者纵火烧毁了潘吉普伊包括政府大楼在內的约10栋建筑。抗議還蔓延至智利全國。

## 反應
潘吉普伊法院下令对涉事警察展开调查，涉案警方也被智利當局拘留。2月6日，智利总统塞巴斯蒂安·皮涅拉召開緊急會議表示會徹查事件並呼吁示威者保持克制。